# Porfirio Betancourt
Porfirio Armando Betancourt Cortez (La Lima, 10 de outubro de 1957 – San Pedro Sula, 28 de julho de 2021) foi um ex-futebolista profissional hondurenho, que atuava como atacante.

## Carreira
Porfirio Betancourt fez parte do elenco da histórica Seleção Hondurenha de Futebol da Copa do Mundo de 1982, ele fez duas partidas. 